# ماسیمو دالما
ماسیمو دالما (ایتالیایی: Massimo D'Alema؛ زاده ۲۰ آوریل ۱۹۴۹) یک سیاست‌مدار اهل ایتالیا است که از تاریخ  ۲۱ اکتبر ۱۹۹۸ تا تاریخ ۲۵ آوریل ۲۰۰۰ سمت 
نخست وزیری و از تاریخ  ۱۷ مه ۲۰۰۶ تا تاریخ ۸ مه ۲۰۰۸ همزمان سمت معاونت نخست وزیری و وزارت امور خارجه ایتالیا را برعهده داشت.